# Pierre-Firmin de Lestapis
Pour les articles homonymes, voir Lestapis.
Pierre-Firmin Lestapis (25 septembre 1786 à Orthez - 27 mai 1866 à Paris) est un homme politique français.

## Biographie
Associé de la grande maison Hope & Co d'Amsterdam, il fonda, en 1808, à Bordeaux, avec ses deux frères, la maison de commerce « Lestapis frères ».
Il épouse Anne-Marie Boode en 1816, mariage dont sont issus cinq enfants.
Il habitait Paris, lorsqu'il fut élu, le 10 août 1833, député du 5e collège des Basses-Pyrénées (Orthez), en remplacement du comte de Saint-Cricq, nommé pair de France. Il prit place dans les rangs de la majorité, mais pour peu de temps. Bientôt démissionnaire, il fut remplacé, le 4 mars 1834, par Pierre-Chaumont Liadières.
Il est l'oncle et le beau-père de Paul-Jules-Sévère de Lestapis.